# Koenraad VI de Deken
Koenraad VI de Deken, Konrad VI Dziekan , (ong. 1391 - 3 september 1427) was hertog van Oleśnica, Koźle, de helft van Bytom en de helft van Ścinawa vanaf 1416 (samen met zijn broers). Hij was de derde zoon van Koenraad III de Oude, hertog van Oleśnica en van Judith. Zoals zijn twee oudere broers en zijn twee jongere broers, kreeg hij de naam Koenraad.
Na de dood van hun vader in 1412, volgde Koenraad VI hem op in medebestuur met zijn broers. Om de verdere verdeling van het al kleine hertogdom Oleśnica te vermijden, besliste Koenraad VI, zoals zijn oudere broer Koenraad IV om een kerkelijke loopbaan aan te vatten, zonder het openbare leven echter vaarwel te zeggen.
Zoals ook bij Koenraad IV, maakte Koenraad VI snel carrière. Hij werd al in 1413 benoemd tot kanunnik van het kapittel van Wrocław en werd een jaar later verkozen tot deken door bisschop Wenceslaus II.
Nadat in 1416 alle zoons van Koenraad III meerderjarig waren geworden, kwamen zij overeen om hun gebieden te verdelen. In deze deling waren ook de broers betrokken die hadden gekozen voor een geestelijke loopbaan. De details van deze verdeling, behalve voor de steden die naar de oudste broer gingen, zijn echter niet bekend. Er wordt aangenomen dat Koenraad VI het gezag voerde over de helft van Ścinawa, Wołów en Lubiąż. Dit gezag was echter formeel in die zin dat geen van de broers zijn gebied kon verkopen of verdelen zonder toestemming van de andere broers.